# Mistrzostwa świata w szachach 2021
Mecz szachowy o tytuł indywidualnego mistrza świata, rozegrany pomiędzy broniącym tytułu Magnusem Carlsenem z Norwegii a pretendentem Janem Niepomniaszczim z Rosji w dniach 26 listopada – 10 grudnia 2021 roku w Dubaju. Carlsen przystąpił do rywalizacji jako panujący od 2013 roku mistrz świata, natomiast Niepomniaszczi prawo udziału zdobył jako zwycięzca turnieju pretendentów, który odbył się w marcu 2020 i kwietniu 2021 w Jekaterynburgu. Mecz zakończył się zwycięstwem Carlsena, który tym samym obronił tytuł, w stosunku 7½ do 3½.

## Wyłonienie pretendenta
Mecze o mistrzostwo świata w szachach organizowane są przez Międzynarodową Federację Szachową. Odbywają się według formuły bezpośredniego pojedynku pomiędzy panującym mistrzem a aspirującym do tego tytułu pretendentem, zwycięzcą oficjalnego turnieju pretendentów. Magnus Carlsen zdobył swój tytuł w 2013 roku, kiedy to najpierw zwyciężył w turnieju pretendentów, a następnie w meczu mistrzowskim pokonał Viswanathana Ananda z Indii wynikiem 6½: 3½. Rok później w meczu rewanżowym Carlsen obronił tytuł wygrywając 6½: 4½. W 2016 roku obronił tytuł po raz kolejny, pokonując po dogrywce Siergieja Kariakina 9 : 7. W 2018 po raz trzeci obronił tytuł, pokonując po dogrywce Fabiano Caruanę 9 : 6.
Turniej pretendentów, który wyłonił kolejnego meczowego rywala dla Carlsena, odbył się w dniach od 17 do 26 marca 2020 oraz od 19 do 28 kwietnia 2021 w Jekaterynburgu z udziałem 8 zawodników. Uczestnikami turnieju zostali: pokonany w poprzednim meczu o mistrzostwo świata (Fabiano Caruana), dwaj finaliści Szachowego Pucharu Świata z 2019 roku (Teymur Radjabov oraz Ding Liren), dwóch najlepszych graczy cyklu Grand Prix 2019 (Aleksander Griszczuk oraz Jan Niepomniaszczi), dwóch zawodników z najwyższym uśrednionym rankingiem za 2019 rok (Anisz Giri oraz, w zastępstwie za Radjabova który się wycofał z turnieju, Maxime Vachier-Lagrave), zwycięzca turnieju szachowego Grand Swiss z 2019 roku (Wang Hao), a także jeden gracz z dziką kartą przyznaną przez organizatorów (Kiriłł Aleksiejenko).
Rywalizacja w turnieju pretendentów odbyła się systemem dwukołowym, każdy uczestnik grał z każdym z przeciwników dwukrotnie – raz kolorem białym, a raz czarnym. Zdobywca największej liczby punktów uzyskał prawo do gry w meczu o mistrzostwo świata z Magnusem Carlsenem. Został nim Jan Niepomniaszczi z wynikiem 8½ p. z 14 partii.
| Poz. | Zawodnik               | Ranking | Wyniki | Wyniki | Wyniki | Wyniki | Wyniki | Wyniki | Wyniki | Wyniki | Wyniki | Wyniki | Wyniki | Wyniki | Wyniki | Wyniki | Wyniki | Wyniki | Punkty | Bezpośr. pojedynki |
| Poz. | Zawodnik               | Ranking | NEP    | NEP    | MVL    | MVL    | GIR    | GIR    | CAR    | CAR    | LIR    | LIR    | GRI    | GRI    | ALE    | ALE    | HAO    | HAO    | Punkty | Bezpośr. pojedynki |
| ---- | ---------------------- | ------- | ------ | ------ | ------ | ------ | ------ | ------ | ------ | ------ | ------ | ------ | ------ | ------ | ------ | ------ | ------ | ------ | ------ | ------------------ |
| 1    | Jan Niepomniaszczi     | 2774    | –      | –      | ½      | 0      | ½      | 1      | ½      | ½      | 1      | 0      | ½      | ½      | 1      | ½      | 1      | 1      | 8½     |                    |
| 2    | Maxime Vachier-Lagrave | 2767    | 1      | ½      | –      | –      | ½      | ½      | ½      | 0      | 1      | ½      | ½      | 0      | 1      | ½      | 1      | ½      | 8      |                    |
| 3    | Anisz Giri             | 2763    | 0      | ½      | ½      | ½      | –      | –      | ½      | 1      | 1      | ½      | ½      | 0      | 0      | 1      | 1      | ½      | 7½     | 1½                 |
| 4    | Fabiano Caruana        | 2842    | ½      | ½      | 1      | ½      | 0      | ½      | –      | –      | ½      | 0      | ½      | ½      | 1      | ½      | ½      | 1      | 7½     | ½                  |
| 5    | Ding Liren             | 2805    | 1      | 0      | ½      | 0      | ½      | 0      | 1      | ½      | –      | –      | 1      | ½      | ½      | 1      | 0      | ½      | 7      | 1½                 |
| 6    | Aleksandr Griszczuk    | 2777    | ½      | ½      | 1      | ½      | 1      | ½      | ½      | ½      | ½      | 0      | –      | –      | ½      | 0      | ½      | ½      | 7      | ½                  |
| 7    | Kiriłł Aleksiejenko    | 2698    | ½      | 0      | ½      | 0      | 0      | 1      | ½      | 0      | 0      | ½      | 1      | ½      | –      | –      | ½      | ½      | 5½     |                    |
| 8    | Wang Hao               | 2762    | 0      | 0      | ½      | 0      | ½      | 0      | 0      | ½      | ½      | 1      | ½      | ½      | ½      | ½      | –      | –      | 5      |                    |

## Zasady regulaminowe meczu
Pojedynek według regulaminu rozgrywany był na dystansie czternastu partii z czasem 120 minut dla zawodnika na wykonanie pierwszych 40 posunięć w partii, następnie z dodatkowymi 60 minutami na kolejne 20 ruchów, a później jeszcze z dalszymi 15 minutami na dokończenie partii. Dodatkowo zawodnicy od 61 ruchu otrzymywali po 30 sekund za każdy ruch. Zwycięzcą zostawał ten, kto uzyska 7,5 punktu. W przypadku remisu po czternastu partiach następuje dogrywka.
W I etapie dogrywki przewidywane były cztery dodatkowe partie szachów szybkich, z tempem 25 minut na partię oraz bonus w postaci 10 sekund po każdym wykonanym ruchu. W przypadku i tutaj remisowego wyniku rozegrany zostanie II etap - rywalizacja w maksymalnie 5 dwupartiowych meczach w szachach błyskawicznych, z czasem po 5 minut na partię i 3 sekundami bonifikaty za posunięcie. Jeżeli i to nie przyniosłoby rozstrzygnięcia III etap przewidywał jedną partię w systemie armagedon, w którym gracz grający białymi będzie miał 5 minut na grę, a grający czarnymi 4 minuty, plus dodatkowe 2 sekundy za każdy wykonany ruch od 61 ruchu włącznie. Zwycięzca wygrywa mecz, a jeżeli i w tej decydującej rozgrywce także dojdzie do remisu, zwycięzcą w meczu ogłoszony zostaje gracz grający czarnymi (z powodu posiadania krótszego czasu na grę).

## Przebieg meczu
| Partia | Data         | Niepomniaszczi | Carlsen | ECO | Pos. | Wynik w meczu            | Zapis |
| ------ | ------------ | -------------- | ------- | --- | ---- | ------------------------ | ----- |
| 1      | 26 listopada | ½              | ½       | C88 | 45   | remis ½ – ½              |       |
| 2      | 27 listopada | ½              | ½       | E06 | 58   | remis 1 – 1              |       |
| 3      | 28 listopada | ½              | ½       | C88 | 41   | remis 1½ – 1½            |       |
| 4      | 30 listopada | ½              | ½       | C42 | 33   | remis 2 – 2              |       |
| 5      | 1 grudnia    | ½              | ½       | C88 | 43   | remis 2½ – 2½            |       |
| 6      | 3 grudnia    | 0              | 1       | D02 | 136  | Carlsen prowadzi 3½ – 2½ |       |
| 7      | 4 grudnia    | ½              | ½       | C88 | 41   | Carlsen prowadzi 4 – 3   |       |
| 8      | 5 grudnia    | 0              | 1       | C43 | 46   | Carlsen prowadzi 5 – 3   |       |
| 9      | 7 grudnia    | 0              | 1       | A13 | 39   | Carlsen prowadzi 6 – 3   |       |
| 10     | 8 grudnia    | ½              | ½       | C42 | 41   | Carlsen prowadzi 6½ – 3½ |       |
| 11     | 10 grudnia   | 0              | 1       | C53 | 49   | Carlsen wygrywa 7½ – 3½  |       |

## Zapisy partii[9][10][11]

### Partia nr 1
1. Niepomniaszczi – Carlsen, partia hiszpańska, wariant zamknięty, system przeciwko ataku marshalla 8.h3 (C88)
1. e4 e5 2. Sf3 Sc6 3. Gb5 a6 4. Ga4 Sf6 5. O-O Ge7 6. We1 b5 7. Gb3 O-O 8. h3 Sa5 9. Sxe5 Sxb3 10. axb3 Gb7 11. d3 d5 12. exd5 Hxd5 13. Hf3 Gd6 14. Kf1 Wfb8 15. Hxd5 Sxd5 16. Gd2 c5 17. Sf3 Wd8 18. Sc3 Sb4 19. Wec1 Wac8 20. Se2 Sc6 21. Ge3 Se7 22. Gf4 Gxf3 23. gxf3 Gxf4 24. Sxf4 Wc6 25. We1 Sf5 26. c3 Sh4 27. We3 Kf8 28. Sg2 Sf5 29. We5 g6 30. Se1 Sg7 31. We4 f5 32. We3 Se6 33. Sg2 b4 34. Ke2 Wb8 35. Kd2 bxc3+ 36. bxc3 Wxb3 37. Kc2 Wb7 38. h4 Kf7 39. Wee1 Kf6 40. Se3 Wd7 41. Sc4 We7 42. Se5 Wd6 43. Sc4 Wc6 44. Se5 Wd6 45. Sc4 remis
Niepomniaszczi rozpoczął grę ruchem 1.e4 i po pierwszych kilku posunięciach powstała znana pozycja z partii hiszpańskiej w wariancie obrony Morphy’ego. Gracze podążali dobrze znanymi głównymi liniami, debiutu do czasu gdy Carlsen zagrał 8. ... Sa5, co było najlepszym wyborem według silnika Leela Chess Zero. Niepomniaszczi zagrał później 14.Kf1, co mogło wskazywać, że cały ten wariant był przez niego  przygotowywany przed meczem. W następnych ruchach Carlsen poświęcił pionka w zamian za parę gońców, przewagę przestrzeni i większą aktywność. W skomplikowanej pozycji, z zaburzonym balansem materialnym na szachownicy, Niepomniaszczi wykonał kilka niedokładnych ruchów (22.Gf4? i 30.Se1?), co pozwoliło Carlsenowi uzyskać przewagę. Pomimo presji ze strony mistrza świata Niepomniaszczi wykonał szereg dokładnych ruchów defensywnych, zwrócił poświęconego pionka, i zneutralizował inicjatywę czarnych. Finalnie nastąpił remis przez trzykrotne powtórzenie pozycji.

### Partia nr 2
2. Carlsen – Niepomniaszczi, partia katalońska, wariant otwarty, linia klasyczna (E06)
1. d4 Sf6 2. c4 e6 3. Sf3 d5 4. g3 Ge7 5. Gg2 O-O 6. O-O dxc4 7. Hc2 b5 8. Ne5 c6 9. a4 Sd5 10. Sc3 f6 11. Sf3 Hd7 12. e4 Sb4 13. He2 Sd3 14. e5 Gb7 15. exf6 Gxf6 16. Ne4 Sa6 17. Ne5 Gxe5 18. dxe5 Sac5 19. Sd6 Sb3 20. Wb1 Nbxc1 21. Wbxc1 Sxc1 22. Wxc1 Wab8 23. Wd1 Ga8 24. Hc2 c3 25. Hc2 g6 26. bxc3 bxa4 27. Hxa4 Wfd8 28. Wa1 c5 29. Hc4 Gxe4 30. Sxe4 Kh8 31. Sd6 Wb6 32. Hxc5 Wdb8 33. Kg2 a6 34. Kh3 Wc6 35. Hd4 Kg8 36. c4 Hc7 37. Hg4 Wxd6 38. exd6 Hxd6 39. c5 Hxc5 40. Hxe6+ Kg7 41. Wxa6 Wf8 42. f4 Hf5+ 43. Hxf5 Wxf5 44. Wa7+ Kg8 45. Kg4 Wb5 46. We7 Wa5 47. We5 Wa7 48. h4 Kg7 49. h5 Kh6 50 Kh4 Wa5 51. g4 Wh1+ 52. Kg3 gxh5 53. We6+ Kg7 54. g5 Wg1+ 55. Kf2 Wa1 56. Wh6 Wa4 57. Kf3 Wa3+ 58. Kf2 Wa4 remis
Carlsen zagrał partię katalońską, a Niepomniaszczi zdecydował się utrzymać ofiarowanego pionka przez 7. ... b5 zamiast powszechnie aprobowanego oddania go np. poprzez 7. ... a6. W zamian Carlsen uzyskał przewagę w rozwoju i mocniejszą kontrolę nad centralnymi polami. Zdaniem ekspertów komentujących partię, pozycja ta była przed meczem analizowana przez sztab Carlsena, lecz Niepomniaszczi zawalczył o kontrolę nad centrum ruchem 13. ... Sd3. Wynikła gra środkowa była niezwykle skomplikowana, a Carlsen miał niewielką przewagę aż do niedokładnego 17. Se5. Mistrz świata wyznał później, że przegapił odpowiedź przeciwnika 18. ... Sac5. Niepomniaszczi zdobył jakość i zdaniem silników komputerowych miał wyraźną przewagę, jednakże białe zachowały rekompensatę i silną inicjatywę, a gra nadal była bardzo skomplikowana. Komentujący to spotkanie GM Samuel Shankland napisał, że nawet myślał, że białe miały przewagę, zanim zweryfikował to z silnikiem. W tej trudnej pozycji Niepomniaszczi zagrał błędne 24. ... c3, tracąc większość swojej przewagi. Białe zyskały okazję do wzmacniania nacisku, ale „oddanie” czarnym kilku temp przez mistrza świata poprzez serię ruchów królem dało pretendentowi dość czasu na konsolidację pozycji. Po wymianach powstała ostatecznie pozycja uważana za teoretycznie remisową, ale Carlsen próbował jeszcze przez 15 ruchów wykorzystać swoją niewielką przewagę. Po 58 ruchu czarnych gracze zgodzili się na remis.

### Partia nr 3
3. Niepomniaszczi – Carlsen, partia hiszpańska, wariant zamknięty, system przeciwko ataku marshalla 8.a4 (C88)
1. e4 e5 2. Sf3 SC6 3. Gb5 a6 4. Ga4 Sf6 5. O-O Ge7 6. We1 b5 7. Gb3 O-O 8. a4 Gb7 9. d3 d6 10. Sbd2 We8 11. Sf1 h6 12. Gd2 Gf8 13. Se3 Ne7 14. c4 bxc4 15. Sxc4 Sc6 16. Wc1 a5 17. Gc3 Gc8 18. d4 exd4 19. Sxd4 Sxd4 20. Hxd4 Ge6 21. h3 c6 22. Gc2 d5 23. e5 dxc4 24. Hxd8 Wexd8 25. exf6 Gb4 26. fxg7 Gxc3 27. bxc3 Kxg7 28. Kf1 Wab8 29. Wb1 Kf6 30. Wxb8 Wxb8 31. Wb1 Wxb1+ 32. Gxb1 Ke5 33. Ke2 f5 34. Gc2 f4 35. Gb1 c5 36. Gc2 Gd7 37. h3 Kf6 Ke5 39. Kf2 Kf6 40. Ke2 Ke5 41. Kf2 remis
Podobnie jak w partii 1 zawodnicy zagrali wariant Morphy’ego w partii hiszpańskiej. Niepomniaszczi zdecydował się odejść od wariantu z partii pierwszej grając 8. a4, ale Carlsen był na to najprawdopodobniej przygotowany i wyrównał pozycję bez większych trudności. Wyglądało na to, że białe miały małą inicjatywę, ale po dokładnym manewrze gońca czarnymi (17.Gc8, a następnie Ge6 przygotowując d5), nastąpiły liczne wymiany prowadzące do remisowej końcówki i partia zakończyła się przez trzykrotne powtórzenie pozycji.

### Partia nr 4
4. Carlsen – Niepomniaszczi, obrona rosyjska, wariant klasyczny (C42)
1. e4 e5 2. Sf3 Sf6 3. Sxe5 d6 4. Sf3 Sxe4 5. d4 d5 6. Gd3 Gd6 7. O-O O-O 8. c4 c6 9. We1 Gf5 10. Hb3 Hd7 11. Sc3 Sxc3 12. Gxf5 Hxf5 13. bxc3 b6 14. cxd5 cxd5 15. Hb5 Hd7 16. a4 Hxb5 17. axb5 a5 18. Sh4 g6 19. g4 Sd7 20. Sg2 Wfc8 21. Gf4 Gxf4 22. Sxf4 Wxc3 23. Sxd5 Wd3 24. Sf6+ K 25. 26. Se8+ Kg8 27. d5 a4 28. Sf6+ Kg7 29. g5 a3 30. Se8+ Kg8 31. Sf6+ Kg7 32. Se8+ Kg8 33. Sf6+ remis
Carlsen rozpoczął partię ruchem 1.e4, na co Niepomniaszczi zagrał obronę rosyjską. Partia szła znanymi drogami aż do nowej idei Carlsena 18.Sh4. Chociaż było to interesujące posunięcie, Niepomniaszczi na konferencji prasowej po partii powiedział, że znał ten wariant już wcześniej i był przygotowany na wariant powstały na szachownicy od pierwszego aż do ostatniego posunięcia partii, a tym samym wiedział, co należy grać w każdym kolejnym ruchu, Chociaż pozycja wydawała się ryzykowna dla Niepomniaszcziego ze skoczkiem tkwiącym na f8, to wolny, broniony pion na linii a zapewnił czarnym silną kontrę. Carlsen zastanawiał się przez 50 minut, zdaniem ekspertów szukając w tej obosiecznej pozycji szans na wygraną, po czym zdecydował się zagrać i powtórzyć sekwencję 2 ruchów skoczkiem, co było jednoznaczne z zakończeniem partii remisem przez trzykrotne powtórzenie pozycji.

### Partia nr 5
5. Niepomniaszczi – Carlsen, partia hiszpańska, wariant zamknięty, system przeciwko ataku marshalla 8.a4 (C88)
1. e4 e5 2. Sf3 SC6 3. Gb5 a6 4. Ga4 Sf6 5. O-O Ge7 6. We1 b5 7. Gb3 O-O 8. a4 Wb8 9. axb5 axb5 10. h3 d6 11. c3 b4 12. d3 bxc3 13. bxc3 d5 14. Sbd2 dxe4 15. dxe4 Gd6 16. Hc2 h6 17. Sf1 Se7 18. Sg3 Sg6 19. Ge3 He8 20. Wed1 Be6 21. Ga4 Gd7 22. Sd2 Gxa4 23. Hxa4 Hxa4 24. Wxa4 Wa8 25. Wda1 Wxa4 26. Wxa4 Wb8 27. Wa6 Se8 28. Kf1 Sf8 29. Sf5 Se6 30. Sc4 Wd8 31. f3 f6 32. g4 Kf7 33. h4 Gf8 34. Ke2 Sd6 35. Scxd6+ Gxd6 36. h5 Gf8 37. Wa5 Ke8 38. Wd5 Wa8 39. Wd1 Wa2+ 40. Wd2 Wa1 41. Wd1 Wa2+ 42. Wd2 Wa1 43. Wd1 remis
Po raz trzeci zawodnicy zagrali wariant Morphy’ego w partii hiszpańskiej. Chociaż Carlsen ponownie zastosował ustawienie, sugerujące chęć zagrania ataku Marshalla, to on pierwszy zszedł ze ścieżki, jaką podążali dwie partie temu i tym razem po 8.a4 zagrał 8. ... Wb8. Następnie Niepomniaszczi szybko zbił na b5, a następnie zagrał h3. W okolicach 27 ruchu Niepomniaszczi zdołał zaktywizować swoje figury, umieszczając wieżę na a6, a skoczki na c4 i f5. Pozycja Carlsena wydawała się dosyć pasywna, jednak silniki komputerowe nadal określały sytuację na szachownicy jako równą. Równowaga ta utrzymała się do końca partii która zakończyła się remisem przez trzykrotne powtórzenie pozycji.

### Partia nr 6
6. Carlsen – Niepomniaszczi, debiut pionem hetmańskim, wariant symetryczny, struktura pseudo-katalońska (D02)
1. d4 Sf6 2. Sf3 d5 3. g3 e6 4. Gg2 Ge7 5. O-O O-O 6. b3 c5 7. dxc5 Gxc5 8. c4 dxc4 9. Hc2 He7 10. Sbd2 Sc6 11. Sxc4 b5 12. Sce5 Sb4 13. Hb2 Gb7 14. a3 Sc6 15. Sd3 Gb6 16. Gg5 Wfd8 17. Gxf6 gxf6 18. Wac1 Sd4 19. Sxd4 Gxd4 20. Ha2 Gxg2 21. Kxg2 Hb7+ 22. Kg1 He4 23. Hc2 a5 24. Wa8 Kd1 25. Wd2 Wac8 26. Hxc8 Wxc8 27. Wxc8 Hd5 28. b4 a4 29. e3 Be5 30. h4 h5 31. Kh2 Gb2 32. Wc5 Hd6 33. Wd1 Gxa3 34. Wxb5 Hd7 35. Wc5 e5 36. Wc2 Hd5 37. Wdd2 Hb3 Wa2 e4 39. Sc5 Hxb4 40. Sxe4 Hb3 41. Wac2 Gf8 42. Sc5 Hb5 43. Sd3 a3 44. Sf4 Ha5 45. Wa2 Gb4 46. Wd3 Kh6 47. Wd1 Ha4 48. Wda1 Gd6 49. Kg1 Hb3 50. Se2 H 51. Sd4 Kh7 52. Kh2 He4 53. Wxa3 Hxh4+ 54. Kg1 He4 55. Ra4 Be5 56. Se2 Hc2 57. R1a2 Hb3 58. Kg2 Hd5+ 59. f3 Hd1 60. f4 Gc7 61. Kf2 Gb6 62. Wa1 Hb3 63. We4 Kg7 64. We8 f5 65. Waa8 Hb4 66. Wac8 Ba5 67. Wc1 Gb6 68. We5 Hb3 69. We8 Hd5 70. Wcc8 Hh1 71. Wc1 Hd5 72. Wb1 Ba7 73. We7 Gc5 74. We5 Hd3 75. Wb7 Hc2 76. Wb5 Ba7 77. Wa5 Gb6 78. Wab5 Ga7 79. Wxf5 Hd3 80. Wxf7+ Kxf7 81. Wb7+ Kg6 82. Wxa7 Hd5 83. Wa6+ Kh7 84. Wa1 Kg6 85. Sd4 Hb7 86. Wa2 Hh1 87. Wa6+ Kf7 88. Sf3 Hb1 89. Wd6 Kg7 90. Wd5 Ha2+ 91. Wd2 Hb1 92. We2 Hb6 93. Wc2 Hb1 94. Sd4 Hh1 95. Wc7+ 96. Wc6+ Kf7 97. Sf3 Hb1 98. Sg5+ Kg7 99. Se6+ Kf7 100. Sd4 Hh1 101. Wc7+ Kf6 102. Sf3 Hb1 103. Wd7 Hb2+ 104. Wd2 Hb1 105. Sg1 Hb4 106. Wd1 108+ Kg 107. Wd4 Hb2+ 109. Se2 Hb1 110. e4 Hh1 111. Wd7+ Kg8 112. Wd4 Hh2+ 113. Ke3 h4 114. gxh4 Hh3+ 115. Kd2 Hxh4 116. Wd3 Kf8 117. Wf3 Hd8+ 118. Ke3 Ha5 119. Kf2 Ha7+ 120. We3 Hd7 121. Sg3 Hd2+ 122. Kf3 Hd1+ 123. We2 Hb3+ 124. Kg2 Hb7 125. Wd2 Hb3 126. Wd5 Ke7 127. We5+ Kf7 128. Wf5+ Ke8 129. e5 Ha2+ 130. Kh3 He6 131. Kh4 Hh6+ 132. Sh5 Hh7 133. e6 Hg6 134. Wf7 Kd8 135. f5 Hg1 136. Sg7 1–0
Partia rozgrywana była debiutem pionem hetmańskim, w strukturze typowej dla partii katalońskiej. Posunięciem 25. ... Wac8 Niepomniaszczi zdecydował się zaburzyć balans w pozycji, oddając dwie wieże za hetmana Carlsena. Lekką przewaga materialna Magnusa była kompensowana przez aktywnego hetmana Niepomniaszcziego, który po paru ruchach zdobył jeszcze pionka zrównując ekwiwalent materialny. W późniejszym etapie zarówno Carlsen, jak i Niepomniaszczi kolejno nie wykorzystali niektórych możliwości w niedoczasie przed pierwszą kontrolą czasu (ruch 40). Przewaga pretendenta rosła do ruchu 35, gdzie stała się porównywalna z wartością piona, lecz ruch ...36. ... Hd5 ją zniwelował, a Carlsen skorzystał z niedokładności przeciwnika i w ciągu następnych posunięć wyrównał pozycję, Posunięcie czarnych 52. ... He4+ Anish Giri uważa za błąd, Niepomniaszczi wymienił swojego wolnego pionka a co doprowadziło do końcówki w której tylko Carlsen mógł walczyć o zwycięstwo. Sekwencją zapoczątkowaną posunięciem 80.Wxf7+! Carlsen wymusił wymiany i doprowadził do końcówki z wieżą, skoczkiem i dwoma połączonymi wolnymi pionami przeciwko hetmanowi Niepomniaszcziego. Choć zarówno analiza komputerowa, jak i baza tabel (zawierających całkowicie przeanalizowane wszystkie końcówki 7-figurowe) określały pozycję jako remisową, to wymagało to od Niepomniaszcziego obrony bliskiej perfekcji, podczas gdy Carlsen niczym nie ryzykując nadal naciskać. Ruch 118. ...Ha5 Niepomniaszcziego (zamiast lepszego Hb6+) znacznie utrudnił mu zadanie. Ostatecznie Niepomniaszczi popełnił decydujący błąd grając 130. ... He6 (Hb1 lub Hc2 utrzymywało pozycję), pozwalając Carlsenowi na pójście pionami do przodu i stwarzanie gróźb matowych czarnemu królowi. Niepomniaszczi skapitulował po 136. Sg7, gdyż biały król po serii szachów schowałby się na pole g8. Partia ta jest najdłuższą pod względem liczby wykonanych posunięć spośród wszystkich rozegranych w meczach o mistrzostwo świata. Poprzedni rekord wynosił 124 posunięcia w 5 partii  meczu o mistrzostwo świata 1978 pomiędzy Wiktorem Korcznojem i Anatolijem Karpowem.

### Partia nr 7
7. Niepomniaszczi – Carlsen, partia hiszpańska, wariant zamknięty, system przeciwko ataku marshalla 8.a4 (C88)
1. e4 e5 2. Sf3 Sc6 3. Gb5 a6 4. Ga4 Sf6 5. O-O Ge7 6. We1 b5 7. Gb3 O-O 8. a4 Wb8 9. axb5 axb5 10. h3 d6 11. d3 h6 12. Sc3 We8 13. Sd5 Gf8 14. Sxf6+ Hxf6 15. c3 Se7 16. Ge3 Ge6 17. d4 exd4 18. cxd4 Gxb3 19. Hxb3 Sg6 20. Wec1 c5 21. e5 Hf5 22. dxc5 dxc5 23. Gxc5 Gxc5 24. Wxe5 Sxe5 25. Sxe5 Wxc5 26. Wxe5 Hxe5 27. Hc3 Hxc3 28. bxc3 Wc8 29. Wa5 Wxc3 30. Wxb5 Wc1+ 31. Kh2 Wc3 32. h4 g6 33. g3 h5 34. Kg2 Kg7 35. Wa5 Kf6 36. Wb5 Kg7 37. Wa5 Kf6 38. Wb5 Kg7 39. Wa5 Kf6 40. Wa6+ Kg7 41. Wa7 remis
Po raz czwarty w meczu gracze wybrali obronę Morphy’ego w partii hiszpańskiej. Carlsen ponownie sygnalizował gotowość do gry gambitu Marshalla, jednakże po raz trzeci Niepomniaszczi zagrał 8.a4 na co Carlsen po raz drugi zagrał 8. ... Wb8. Chociaż w piątej partii uzyskał niewielką przewagę, Niepomniaszczi jako pierwszy zmienił kolejność posunięć zapewne obawiając się wzmocnień przygotowanych przez sztab Carlsena. Tym razem gracz rosyjski wybrał 10.d3 zamiast 10.c3, a pomysł był jasny: postawienie skoczka na c3 zamiast d2, aby następnie szybko postawić go na d5. Niepomniaszczi zagrał 18. cxd4 po czym pozycja się uprościła i po 41 ruchu gracze zgodzili się na remis.

### Partia nr 8
8. Carlsen – Niepomniaszczi, obrona rosyjska, atak nowoczesny, wariant środkowy (C43)
1. e4 e5 2. Sf3 Sf6 3. d4 Sxe4 4. Gd3 d5 5. Sxe5 Sd7 6. Sxd7 Gxd7 7. Sd2 Sxd2 8. Gxd2 Gd6 9. O-O h5 10. He1+ Kf8 11. Gb4 He7 12. Gxd6 Hxd6 13. Hd2 We8 14. Wae1 Wh6 15. Hg5 c6 16. Wxe8+ Gxe8 17. We1 Hf6 18. He3 Gd7 19. h3 h4 20. c4 dxc4 21. Gxc4 b5 22. Ha3+ Kg8 23. Hxa7 Hd8 24. Gb3 Wd6 25. We4 Ge6 26. Gxe6 Wxe6 27. Wxe6 fxe6 28. Hc5 Ha5 29. Hxc6 He1+ 30. Kh2 Hxf2 31. Hxe6+ Kh7 32. He4+ Kg8 33. b3 Hxa2 34. He8+ Kh7 35. Hxb5 Hf2 36. Kg 38. He5 Hb2 Hd3 Hf2 39. Hc3 Hf4+ 40. Kg1 Kh7 41. Hd3+ g6 42. Hd1 He3+ 43. Kh1 g5 44. d5 g4 45. hxg4 h3 46. Hf3 1–0
Carlesn zaczął od 1. e4, a Niepomniaszczi ponownie odpowiedział obroną rosyjską. Tym razem Carlsen, inaczej niż w 4 partii, wybrał mniej popularny ruch Steinitza (3.d4). Grając 7.Sd2 Carlsen odszedł od głównego wariantu, a po 9. O-O, zapewne zaskoczony rozwojem sytuacji Niepomniaszczi zdecydował się na dość zaskakującą nowość 9. ... h5!?. Carlsen po długim namyśle zagrał 10.He1+?!, proponując wymianę hetmanów i odrzucając ostrzejsze i być może w tej pozycji bardziej perspektywiczne kontynuacje. Niepomniaszczi odpowiedział 10.Kf8, unikając wymiany hetmanów i tym samym prawdopodobnego szybkiego remisu. Gra środkowa toczyła się bez niespodzianek, dopóki Niepomniaszczi nie popełnił błędu z 21. ... b5??, tracąc pionka a7 w prostej kombinacji. Komentatorzy uważali również, że późniejsza obrona czarnych była nieprecyzyjna. Niemniej jednak, nawet przy dobrej obronie, pozycja czarnych była prawdopodobnie już nie do obrony. Wieże i gońce zostały wymienione, a w powstałej końcówce hetmańskiej Carlsenem miał  pionki więcej. Takie końcówki można czasem uratować poprzez wieczny szach, i Niepomniaszczi podjął desperacką próbę otwarcia pozycji białego króla. Jednakże Carlsen spokojnie doliczył się, że wiecznego szacha nie ma. Niepomniaszczi oddał trzeciego pionka w ruchu 44 i ostatecznie po 46 ruchu białych poddał partię.

### Partia nr 9
9. Niepomniaszczi – Carlsen, partia angielska, obrona agincourta (A13)
1. c4 e6 2. g3 d5 3. Gg2 d4 4. Sf3 Sc6 5. O-O Gc5 6. d3 Sf6 7. Sbd2 a5 8. Sb3 Ge7 9. e3 dxe3 10. Gxe3 Sg4 11. Gc5 O-O 12. d4 a4 13. Gxe7 Hxe7 14. Sc5 a3 15. bxa3 Wd8 16. Sb3 Sf6 17. We1 Hxa3 18. He2 h6 19. h4 Gd7 20. Se5 Ge8 21. He3 Hb4 22. Wb1 Sxe5 23. dxe5 Sg4 24. He1 Hxe1+ 25. Wxe1 h5 26. Gxb7 Wa4 27. c5 c6 28. f3 Sh6 29. We4 Wa7 30. Wb4 Wb8 31. a4 Waxb7 32. Wb6 Wxb6 33. cxb6 Wxb6 34. Sc5 Sf5 35. a5 Wb8 36. a6 Sxg3 37. Sa4 c5 38. a7 Wd8 39. Sxc5 Wa8 0–1
Niepomniaszczi zaczął od 1. c4 wybierając partię angielską. Pierwszy kluczowy moment partii nastąpił po 14 ruchu Carlsena, Niepomniaszczi miał do dyspozycji zagrać interesującą ofiarę pionka 15.b4!? z ideą  15. ... Sxb4 16.Wb1, i po 16. ... b6 Carlsena można było grać 17.Wxb4 bxc5 18.Wb5! ze zdobyciem pionka c. Pomimo ominięcia tej możliwości Niepomniaszczi zachowywał przewagę aż do 27. c5??, Byłby to świetny ruch do walki na tej pozycji, gdyby Carlsen nie miał odpowiedzi 27. ... c6! zamykając i szybko zdobywając białego gońca. Po tym błędzie Niepomiaszczij bronił się jeszcze 12 ruchów, lecz ostatecznie poddał partię.

### Partia nr 10
10. Carlsen – Niepomniaszczi, obrona rosyjska, wariant karklinsa-martinowskiego (C42)
1. e4 e5 2. Sf3 Sf6 3. Sxe5 d6 4. Sd3 Sxe4 5. He2 He7 6. Sf4 Sf6 7. d4 Sc6 8. c3 d5 9. Sd2 Sd8 10. Sf3 Hxe2+ 11. Gxe2 Gd6 12. O-O O-O 13. Gd3 We8 14. We1 Wxe1+ 15. Sxe1 Se6 16. Sxe6 Gxe6 17. g3 g6 18. Sg2 We8 19. f3 Sh5 20. Kf2 c6 21. g4 Sg7 22. Gf4 Gxf4 23. Sxf4 g5 24. Se2 f5 25. h3 Kf7 26. Wh1 h6 27. f4 fxg4 28. hxg4 Gxg4 29. Wxh6 Gf5 30. Gxf5 Sxf5 31. Wh7+ Sg7 32. fxg5 Kg6 33. Wh3 Kxg5 34. Wg3+ Kf6 35. Wf3+ Ke7 36. Sf4 Kd6 38. Se5 We6 Se8 39. Wf7 Wf6+ 40. Wxf6+ Sxf6 41. Ke3 remis
Carlesn zaczął od 1. e4, a Niepomniaszczi po raz trzeci odpowiedział obroną rosyjską. Carlsen po raz drugi zagrał wariant klasyczny. Grając rzadko spotykane 4. Sd3 – Carlsen odszedł od powtarzania czwartej partii meczu. Po 11.Gxe2 białych powstała idealna z perspektywy Magnusa pozycja. Białe mają minimalną przewagę i tylko poważny błąd mógłby stanąć na drodze do korzystnego rezultatu. Ruch 27. f4 Carlsena i następujące po nim wymiany spowodowały, że partia zakończyła się remisem po 41 ruchach.

### Partia nr 11
11. Niepomniaszczi – Carlsen, partia włoska, giuoco pianissimo (C53)
1. e4 e5 2. Sf3 Sc6 3. Gc4 Sf6 4. d3 Gc5 5. c3 d6 6. O-O a5 7. We1 Ga7 8. Sa3 h6 9. Sc2 O-O 10. Ge3 Gxe3 11. Sxe3 We8 12. a4 Ge6 13. Gxe6 Wxe6 14. Hb3 b6 15. Wad1 Se7 16. h3 Hd7 17. Sh2 Wd8 18. Shg4 Sxg4 19. hxg4 d5 20. d4 exd4 21. exd5 We4 22. Hc2 Wf4 23. g3 dxe3 24. gxf4 Hxg4+ 25. Kf1 Hh3+ 26. Kg1 Sf5 27. d6 Sh4 28. fxe3 Hg3+ 29. Kf1 Sf3 30. Hf2 Hh3+ 31. Hg2 Hxg2+ 32. Kxg2 Sxe1+ 33. Wxe1 Wxd6 34. Kf3 Wd2 35. Wb1 g6 36. b4 axb4 37. Wxb4 Wa2 38. Ke4 h5 39. Kd5 Wc2 40. Wb3 h4 41. Kc6 h3 42. Kxc7 h2 43. Wb1 Wxc3+ 44. Kxb6 Wb3+ 45. Wxb3 h1=H 46. a5 He4 47. Ka7 He7+ 48. Ka8 Kg7 49. Wb6 Hc5 0–1
Niepomniaszczi po raz pierwszy w meczu wybrał partię włoską. Carlsen odpowiedział serią zdrowych i logicznych ruchów. Według komentatorów Niepomniaszczi nie grał ruchów które mogłyby świadczyć o woli walki o przewagę, przykładowo 13. Gb5 jest ambitniejsze od zagranego w partii 13. Gxe6. Ruch 23. g3??  Niepomniaszczia był kluczowym błędem w partii. Carlsen odpowiedział 23. dxe3!!, zdobył przewagę i ostatecznie po 49 ruchach Niepomniaszczi poddał partię i tym samym cały mecz. Carlsen wygrał 7½ do 3½, i obronił tytuł Mistrza Świata.